# Signochrysa rizali
Signochrysa rizali är en insektsart som först beskrevs av Banks 1924.  Signochrysa rizali ingår i släktet Signochrysa och familjen guldögonsländor. Inga underarter finns listade i Catalogue of Life.